# Jacarezinho (Paraná)
Jacarezinho es un municipio brasileño del estado de Paraná, en la región sur del país.
Con una población estimada de 40.375 habitantes, Jacarezinho es el 45º municipio más poblado del Estado de Paraná. Se encuentra a 1.026 km de Brasilia, la capital federal de Brasil.